# Dandie Dinmont-terriër
De Dandie Dinmont-terriër is een hondenras dat afkomstig is uit de grensstreek tussen Engeland en Schotland, de Border. Al vanaf de 17e eeuw is deze vrolijke, zelfverzekerde kortbeen een apart ras. Een volwassen dier is ongeveer 28 centimeter hoog. Het ideale gewicht ligt tussen de 8 en de 11 kilogram.

## Aard
De Dandie Dinmont is vriendelijk, speels en zeer trouw van aard. Hij is waaks en heeft een grote stem voor zo'n kleine hond.
Airedaleterriër ·
Amerikaanse staffordshireterriër ·
Australische silkyterriër ·
Australische terriër ·
Bedlingtonterriër ·
Borderterriër ·
Braziliaanse terriër ·
Bulterriër ·
Cairnterriër ·
Ceskyterriër ·
Dandie Dinmont-terriër ·
Duitse jachtterriër ·
Engelse toyterriër ·
Foxterriër ·
Glen of Imaalterriër ·
Ierse terriër ·
Irish soft-coated wheaten terrier ·
Jackrussellterriër ·
Japanse terriër ·
Kerry blue-terriër ·
Lakelandterriër ·
Manchesterterriër ·
Miniatuur Bulterriër ·
Norfolkterriër ·
Norwichterriër ·
Parson Russell-terriër ·
Schotse terriër ·
Sealyhamterriër ·
Skyeterriër ·
Staffordshire-bulterriër ·
Welsh terriër ·
West Highland white terrier ·
Yorkshireterriër